# Андрей Павел
Андрей Павел (рум. Andrei Pavel; народився 27 січня 1974 року в Констанці, Румунія) — румунський тенісист і тренер. Переможець дев'яти турнірів ATP (три — в одиночному розряді); півфіналіст одного турніру Великого шолома в парному розряді (Roland Garros-2006); переможець одного юніорського турніру Великого шолома в одиночному розряді (Roland Garros-1992); півфіналіст одного юніорського турніру Великого шолома в одиночному розряді (Вімблдон-1992); півфіналіст одного юніорського турніру Великого шолома в парному розряді (Roland Garros-1992).

## Загальна інформація
Андрей Павел народився 1974 року в румунському місті Констанца, проте вже в 16 років переїхав до Німеччини. Незважаючи на зміну країни проживання, в Кубку Девіса завжди грав за Румунію.
Павло одружений. Разом з дружиною Сімоною виховали троє дітей: доньки Кароліна і Єлена (нар.. 1999), а також син Маріус (нар.. 2002).
Румун у тенісі з восьми років; найкращий удар — бекхенд.
Після 19 років життя в Німеччині він переїхав до Аризони (США) Андрей Павел проводить літо в Румунії.

## Спортивна кар'єра

### Ігрова кар'єра
1991—1998
Павел з юних років виділявся на фоні своїх однолітків. У 17 років він непогано проявив себе на юніорському Roland Garros, дійшовши до чвертьфіналу одиночного турніру та півфіналу парного. Рік потому європейська серія турнірів для гравців такого віку складалася ще вдаліше: у Франції румун переміг, перегравши по ходу змагання Ніколя Ескюде та Марсело Ріоса, а через місяць на Вімблдоні дійшов до півфіналу, де поступився майбутньому чемпіону Давиду Шкоху.
Дебют Андрея в дорослому турі стався досить рано: вже в 1991 році він зіграв свій перший турнір серії «челленджер» (вдома — в Бухаресті), а в квітні наступного року і перше змагання основного туру (в Сеулі). У цей період, проте, він більшу частину часу проводить на змаганнях початкового рівня, періодично досягаючи досить тривалих переможних серій, намагаючись піднятися вище в рейтингу. У 1992 році він отримав шанс зіграти у кваліфікації до ґрунтових Олімпійських ігор у Барселоні і успішно подолав її, будучи на той момент лише гравцем п'ятої сотні одиночного заліку ATP.
Поступово набираючись досвіду Павел стає настільки конкурентоспроможний, що не просто грає на рівних з гравцями Top100, але і обіграє їх: перша подібна перемога здобута в липні 1994 року над британцем Марком Петчі, в матчі регіональної зони Кубка Девіса. Загальна стабільність, однак, приходить повільніше — лише влітку 1995 року він вперше вийшов у фінал «челленджера» (в Нідерландах), а в лютому наступного року вперше увійшов до Top200.
Уперше потрапив до кваліфікації дорослих турнірів Великого шолома в 1994 році, але пройти до основи вдалося лише з п'ятої спроби участі у відбіркових змаганнях (для одиночний турнірів) та другої (для парних): на US Open 1996 року. За жеребом йому в одиночному розряді випало зіграти з Марсело Ріосом, а в парі румунові і південноафриканцю Клінтону Феррейрі протистояли Алекс О'Брайен та Себастьян Ларо. Обидва матчі були програні, але у Ріоса Павло зміг виграти один сет.
Шлях до першої сотні минув швидше: нарощуючи стабільність результатів на «челленджерах», Андрій починає все вдаліше грати на турнірах основного туру, домігшись півфіналу у Ченнаї і Празі. Попутно видобуваються все більш статусні перемоги: у лютому 1997 року в матчі Кубка Девіса обіграв Яна Симеринка (тодішня 21-я ракетка світу), на індійському турнірі здобута перемога над Ріхардом Крайчеком (№ 6 рейтингу). Позбувшись від необхідності грати кваліфікацію на турнірі Великого шолома румун зміг вже на першому своєму змаганні серії на рівних боротися з лідерами: перегравши в першому колі Roland Garros все того ж О'Брайена він у другому вів 2-1 по сетах у Альберта Кости, але не зміг виграти матч. Через місяць ситуація повторилася на Вімблдоні, але в ролі Кости виступив Ріхард Крайчек.
Поступово румун став пристосовуватися до нового рівня конкуренції, у березні 1998 року надовго закріплюючись у першій сотні рейтингу. У квітні здобув перший титул на змаганнях основного туру: на призі в Токіо він, користуючись вдалою сіткою, дійшов до фіналу, де вирвав чемпіонський трофей у Байрона Блека. Слідом закріпив цей успіх півфіналами турнірів у США. Вийшовши на пік форми він кілька разів травмувався. На тлі падаючих результатів в одиночному розряді вдалося домогтися першого парного титулу на змаганнях основного туру: Павел разом з Габріелем Трифу стали першими румунами, що перемогли на турнірі в Бухаресті.
1999—2004
На початку 1999 року румунові вдалося повернутися до найкращій формі: після чвертьфіналу в Окленді він виходить до четвертого кола Australian Open, де відіграється з рахунку 0-2 по сетах у матчі проти Євгена Кафельникова, але все ж поступається; росіянин потім виграє турнір. Завдяки парі фіналів на турнірах базової категорії і чвертьфіналу на турнірі Masters у Штутгарті Андрей закінчує рік в Top50.
Через невеликі проблеми зі здоров'ям на початку 2000 років до кращих результатів Андрей Павел прийшов напочатку ґрунтового сезону: Павел вийшов до третього раунду в Римі (перегравши Седріка Пьоліна), потім пробивається до півфіналу в Гамбурзі (попутно обіграв Хуана Карлоса Ферреро) і завершує цей відрізок сезону титулом у Санкт-Пельтені. Подальший сезон пройшов на стабільному рівні, а підтвердження чвертьфіналу на змаганні Штутгарті наприкінці 2001 року (з перемогами над Андре Агассі та Патріком Рафтером) дозволило румунові закінчити сезон гравцем Top30.
Наступні кілька років Андрій стабільно входив до третьої десятки одиночного рейтингу, регулярно граючи у вирішальних стадіях всіх змагань регулярного туру. Влітку 2001 року він виграв свій єдиний у кар'єрі турнір серії Masters, перегравши у фіналі в Канаді все того ж Рафтера. На змаганнях «Великого шолома», його пораз переслідували невдачі: лише одного разу (на Roland Garros-2002) йому вдалося пробитися до чвертьфінальної стадії, де перегравши Томмі Гааса він поступився Алексу Корретхе.
У березні 2003 року він отримав пошкодження на турнірі в Маямі. Повернувшись восени, Андрей, на своєму другому турнірі досягає півфіналу, а на листопадовому Paris Masters і виходить до фіналу, перегравши серед інших Райнера Шуттлера і поступившись тільки Тіму Генману. Зігравши до кінця того року ще кілька «челленджерів» він закріплює свої позиції у Top100 і уникає необхідності грати відбір на Australian Open.
2004 року румун виходить на пік своєї кар'єри: на турнірах Великого шолома він єдиний раз за весь час виграє по матчу в основній сітці кожного змагання; на турнірах серії Masters у парі досягає чвертьфіналів. Загальна стабільність результатів на менш статусних змаганнях дозволяє йому до кінця жовтня піднятися на тринадцяту сходинку одиночної класифікації.
2005—2009

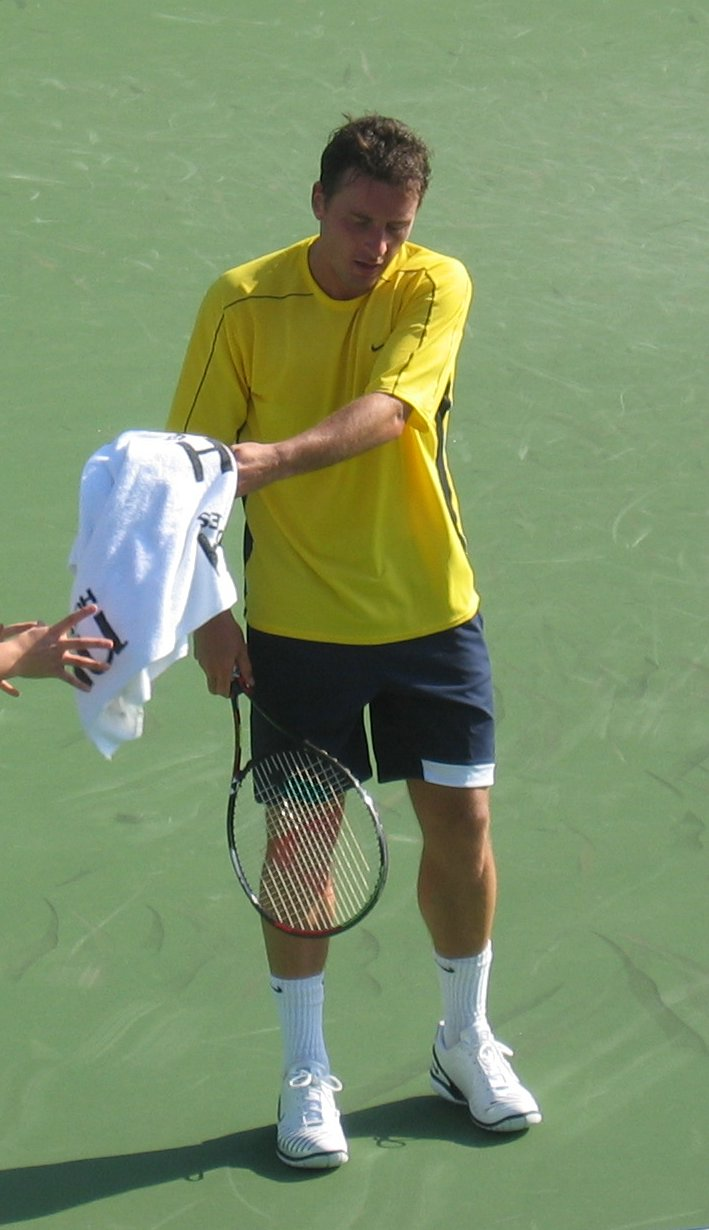
Румунський тенісист Андрей Павел у 2007 році.

Утриматися на новому рівні румунові не вдалося — численні програші вже в перших матчах відкинули його на кінець першої сотні. Щоб не втратити ігрову практику Андрій все частіше заявляється в парні турніри: в 2005 році, разом з різними партнерами, він тричі доходить до фіналів змагань основного туру і вперше перемагає за сім років. На Australian Open Павел разом з Томашем Бердихом виходить до першого для себе чвертьфіналу турніру Великого шолома.
У 2006 році результати в одиночних змаганнях ще гірші: дванадцять разів програв у перших раундах і покинув Top100. В той же час, у парних виступах у 2006 році завоював три титули, а також вийшов до першого в кар'єрі півфіналу на турнірах Великого шолома: на Roland Garros Павел та Александр Васке поступилися лише братам Брайанам.
2007 року повертається до першої сотні рейтингу. Наприкінці липня Андрей в останнє у своїй кар'єрі дійшов до фіналу змагання основного туру асоціації, поступившись головний приз в Умазі Карлосу Мойє.
В той же час, у парному розряді до середини квітня піднявся на вісімнадцяту сходинку парної класифікації. Разом з Васке двічі дійшов до фіналу турнірів середнього рівня, а також кілька разів грав у чвертьфіналах призів серії Masters. Через проблеми зі здоров'ям (болі в спині) восени 2009 року на домашньому турнірі в Бухаресті, Павел завершує ігрову кар'єру.
Переключається на тренерську діяльність: разом із співвітчизником Горієм Текеу у травні 2009 року в Кіцбюелі доходить до фіналу турніру основної серії асоціації. Отримана тоді впевненість дозволить незабаром Текеу стати одним з найсильніших парних гравців світу, а Андрей і далі буде йому допомагати, але вже як тимчасовий тренер.
Збірна та національні турніри
Андрей Павел дебютував у національній команді в Кубку Девіса в 17 років, взявши участь у великій перемозі румунів у матчі за право залишитися в першій групі регіонального турніру проти ірландців. Павел зіграв два одиночних матчі і обидва виграв. З 1994 року Андрей стає одним з постійних гравців збірної, зігравши поспіль у шістнадцяти сезонах турніру. Провівши за цей час 62 гри в рамках 27 матчевих зустрічей, він здобув 40 перемог.
До моменту закінчення своєї останньої гри в турнірі він за більшістю статистичних показників входив до трійки найкращих гравців в історії збірної, поступаючись лише Іліє Настасе та Йону Цірьяку.
Румун брав участь у тенісних турнірах відразу чотирьох Олімпіад: у 1992 році він подолав для участі в одиночному турнірі додатковий відбірковий турнір, а в 1996, 2000 і 2004 роках грав відразу в основних змаганнях, причому і одиночного і парного турнірів. За всі чотири участі в подібних змаганнях він виграв лише два матчі: в кваліфікації одиночного турніру до Олімпійських ігор 1992 року в Барселоні.

### Тренерська кар'єра
Поступово завершуючи свою ігрову кар'єру, Андрей взимку 2009 року прийняв пропозицію національної федерації очолити румунську команду на Кубку Девіса; наступні три сезони він беззмінно працював на цій посаді, допомагаючи збірній Румунії балансувати на грані світової і регіональної груп турніру.
Восени 2010 року Павел почав працювати тренером сербської тенісистки Єлени Янкович. Деякий час його методи приносили відносні результати, але до липня наступного року, після кількох прикрих поразок, сторони припинили співпрацю.
Навесні 2011 року румун домовився з австрійцем Аріфом Мухамедом про роботу з його донькою — Тамірою Пашек. У червні 2012 року Таміра за підтримки Андрея виграла поспіль дев'ять матчів у Істборні та на Вімблдоні, попутно вигравши відразу три матчі у гравців Top10.

## Рейтинг на кінець року
| Рік  | Одиночний рейтинг | Парний рейтинг |
| 2009 | 600               | 95             |
| 2008 | 1 142             |                |
| 2007 | 75                | 22             |
| 2006 | 113               | 41             |
| 2005 | 80                | 42             |
| 2004 | 18                | 73             |
| 2003 | 69                | 801            |
| 2002 | 26                | 66             |
| 2001 | 28                | 262            |
| 2000 | 27                | 442            |
| 1999 | 41                | 113            |
| 1998 | 68                | 203            |
| 1997 | 118               | 277            |
| 1996 | 135               | 172            |
| 1995 | 214               | 194            |
| 1994 | 408               | 267            |
| 1993 | 311               | 529            |
| 1992 | 489               | 718            |
| 1991 | 548               | 372            |
| 1990 | 460               |                |

## Виступи на турнірах

### Фінали турнірівATPв одиночному розряді (9)

#### Перемоги (3)
| Титули                               |
| ------------------------------------ |
| Турніри Великого Шолома (0)          |
| Кубок Мастерс / Фінал ATP-тура (0)   |
| ATP Masters 1000 (1+1)               |
| ATP International Gold / ATP 500 (1) |
| ATP International / ATP 250 (1+5)    |

| Титули за покриттям | Титули за місцем проведення матчів турніру |
| ------------------- | ------------------------------------------ |
| Хард (3+1)          | Зал (0)                                    |
| Ґрунт (1+5)         | Зал (0)                                    |
| Трава (0)           | Відкрите повітря (3+6)                     |
| Килим (0)           | Відкрите повітря (3+6)                     |

| №  | Дата           | Турнір                  | Покриття | Суперник у фіналі    | Рахунок        |
| 1. | 19 квітня 1998 | Токіо, Японія           | Хард     | Зімбабве Байрон Блек | 6-3 6-4        |
| 2. | 27 травня 2000 | Санкт-Пьольтен, Австрія | Ґрунт    | Ендрю Іліє           | 7-5 3-6 6-2    |
| 3. | 5 серпня 2001  | Монреаль, Канада        | Хард     | Патрик Рафтер        | 7-6(3) 2-6 6-3 |

#### Поразки (6)
| №  | Дата             | Турнір                        | Покриття | Суперник у фіналі | Рахунок           |
| 1. | 2 травня 1999    | Мюнхен, Німеччина             | Ґрунт    | Франко Скілларі   | 3-6 4-6           |
| 2. | 20 червня 1999   | Хертогенбос, Нідерланди       | Трава    | Патрик Рафтер     | 6-3 6-7(7) 4-6    |
| 3. | 2 листопада 2003 | Париж, Франція                | Хард(i)  | Тім Генмен        | 2-6 6-7(6) 6-7(2) |
| 4. | 1 травня 2005    | Мюнхен, Німеччина             | Ґрунт    | Давід Налбандян   | 4-6 1-6           |
| 5. | 27 травня 2006   | Пьорчах-ам-Вьортерзе, Австрія | Ґрунт    | Микола Давиденко  | 0-6 3-6           |
| 6. | 29 липня 2007    | Умаг, Хорватія                | Ґрунт    | Карлос Моя        | 4-6 2-6           |

### Фінали челленджерів і ф'ючерсів в одиночному розряді (13)

#### Перемоги (8)
| Умовні позначення |
| Челленджери (4+5) |
| Ф'ючерси (4+6)    |

| Титули по покриттям | Титули за місцем проведення матчів турніру |
| ------------------- | ------------------------------------------ |
| Хард (5+2)          | Зал (1)                                    |
| Ґрунт (3+9)         | Зал (1)                                    |
| Трава (0)           | Відкрите повітря (7+11)                    |
| Килим (0)           | Відкрите повітря (7+11)                    |

| №  | Дата              | Турнір                   | Покриття | Суперник у фіналі | Рахунок     |
| 1. | 11 жовтня 1992    | Гонолулу, США            | Хард     | Холгер Шпекер     | 6-2 6-2     |
| 2. | 2 травня 1993     | Літл-Рок, США            | Хард     | Кейт Еванс        | 6-3 7-6     |
| 3. | 17 жовтня 1993    | Мехіко, Мексика          | Хард     | Андре Джанасік    | 6-1 6-4     |
| 4. | 4 червня 1995     | Ліппштадт, Німеччина     | Ґрунт    | Арнд Каспарі      | 6-3 4-6 7-5 |
| 5. | 7 липня 1996      | Монтобан, Франція        | Ґрунт    | Стефан Уе         | 6-4 6-3     |
| 6. | 4 липня 1999      | Венеція, Італія          | Ґрунт    | Слава Доседел     | 6-2 6-0     |
| 7. | 21 листопада 2004 | Дніпропетровськ, Україна | Хард(i)  | Кароль Кучера     | Без гри     |
| 8. | 5 грудня 2004     | Маврикій, Маврикій       | Хард     | Лі Хьон Тхек      | 6-3 6-1     |

#### Поразки (5)
| №  | Дата           | Турнір                  | Покриття | Суперник у фіналі | Рахунок        |
| 1. | 30 серпня 1991 | Відень, Австрія         | Хард     | Андрей Мернов     | 5-7 6-4 4-6    |
| 2. | 23 липня 1995  | Схевенінген, Нідерланди | Ґрунт    | Хорді Арресе      | 3-6 7-6 4-6    |
| 3. | 11 травня 1997 | Любляна, Словенія       | Ґрунт    | Бретт Стівен      | 6-7 2-6        |
| 4. | 8 березня 1998 | Магдебург, Німеччина    | Килим    | Ларс Бургсмюллер  | 4-6 3-6        |
| 5. | 6 травня 2007  | Туніс, Туніс            | Ґрунт    | Симоне Болелли    | 6-4 6-7(4) 2-6 |

### Фінали турнірівATPв парному розряді (11)

#### Перемоги (6)
| №  | Дата            | Турнір                | Покриття | Партнер         | Суперники у фіналі                     | Рахунок        |
| 1. | 20 вересня 1998 | Бухарест, Румунія     | Ґрунт    | Габріель Трифу  | Джордже Косак Діну Пескаріу            | 7-6(2) 7-6(4)  |
| 2. | 31 липня 2005   | Кіцбюель, Австрія     | Ґрунт    | Леош Фрідль     | Кристоф Рохус Олівьє Рохус             | 6-2 6-7(5) 6-0 |
| 3. | 15 січня 2006   | Окленд, Нова Зеландія | Хард     | Рогір Вассен    | Сімон Аспелін Тодд Перрі               | 6-3 5-7 [10-4] |
| 4. | 7 травня 2006   | Мюнхен, Німеччина     | Ґрунт    | Александр Васке | Александр Пейя Бьорн Фау               | 6-4 6-2        |
| 5. | 16 липня 2006   | Гштад, Швейцарія      | Ґрунт    | Їржі Новак      | Марко Кьюдінеллі Жан-Клод Шеррер       | 6-3 6-1        |
| 6. | 29 квітня 2007  | Барселона, Іспанія    | Ґрунт    | Александр Васке | Рафаель Надаль Бартоломе Сальва-Відаль | 6-3 7-6(1)     |

#### Поразки (5)
| №  | Дата            | Турнір                 | Покриття | Партнер         | Суперники у фіналі            | Рахунок           |
| 1. | 14 лютого 1999  | Санкт-Петербург, Росія | Килим    | Менно Остінг    | Джефф Таранго Даніель Вацек   | 6-3 3-6 5-7       |
| 2. | 10 січня 2005   | Доха, Катар            | Хард     | Михайло Южний   | Альберт Коста Рафаель Надаль  | 3-6 6-4 3-6       |
| 3. | 18 вересня 2005 | Бухарест, Румунія      | Ґрунт    | Віктор Ханеску  | Хосе Акасусо Себастьян Прієто | 3-6 6-4 3-6       |
| 4. | 25 лютого 2007  | Роттердам, Нідерланди  | Хард(i)  | Александр Васке | Мартин Дамм Леандер Паес      | 3-6 7-6(5) (7-10) |
| 5. | 23 травня 2009  | Кітцбюель, Австрія     | Ґрунт    | Горія Текеу     | Марсело Мело Андре Са         | 7-6(9) 2-6 (7-10) |

### Фінали челленджерів і ф'ючерсів в парному розряді (18)

#### Перемоги (11)
| №   | Дата            | Турнір                  | Покриття | Партнер                                           | Суперники у фіналі                     | Рахунок     |
| 1.  | 29 вересня 1991 | Бухарест, Румунія       | Ґрунт    | Адріан Марку                                      | Браніслав Галік Роберт Крауз           | 6-3 6-4     |
| 2.  | 6 жовтня 1991   | Бухарест, Румунія       | Ґрунт    | Адріан Марку                                      | Хендрик Дрекманн Маркус Нацке          | 6-2 6-2     |
| 3.  | 13 жовтня 1991  | Бухарест, Румунія       | Ґрунт    | Адріан Марку                                      | Мануель Ніколае Чипріан Петре Рорумб   | 3-6 6-3 7-5 |
| 4.  | 20 жовтня 1991  | Бухарест, Румунія       | Ґрунт    | Адріан Марку                                      | Мануель Ніколае Чипріан Петре Рорумб   | 6-4 7-6     |
| 5.  | 3 квітня 1994   | Куала-Лумпур, Малайзія  | Хард     | Денніс ван Схеппінген                             | Скотт Халсе Адам Малік                 | 7-6 6-4     |
| 6.  | 31 липня 1994   | Прага, Чехія            | Ґрунт    | Александру Радулеску                              | Еяль Ран Гленн Вілсон                  | 6-4 6-2     |
| 7.  | 2 квітня 1995   | Таллахассі, США         | Ґрунт    | Ендрю Річардсон                                   | Девін Боуен Том Орвальд                | 7-6 5-7 7-5 |
| 8.  | 23 липня 1995   | Схевенінген, Нідерланди | Ґрунт    | [[Файл:Шаблон:Прапор ИЗР\|20x13px\|ИЗР]] Еяль Ран | Еміліо Бенфеле-Альварес Хосе Імас-Руїс | 6-4 6-4     |
| 9.  | 10 вересня 1995 | Простєєв, Чехія         | Ґрунт    | Гленн Вілсон                                      | Джефф Беллолі Джек Вейте               | 7-5 6-3     |
| 10. | 19 вересня 1999 | Брашов, Румунія         | Ґрунт    | Габріель Тріфу                                    | Георге Косак Дину-Міхай Пескаріу       | 6-2 6-2     |
| 11. | 5 грудня 2004   | Маврикій, Маврикій      | Хард     | Габріель Тріфу                                    | Джефф Кутзе Рик де Вуст                | 6-3 6-4     |

#### Поразки (7)
| №  | Дата              | Турнір                   | Покриття | Партнер          | Суперники у фіналі             | Рахунок              |
| 1. | 11 серпня 1991    | Відень, Австрія          | Ґрунт    | Емануель Коуту   | Геральд Мандль Райнхард Вавра  | 3-6 2-6              |
| 2. | 18 серпня 1991    | Відень, Австрія          | Ґрунт    | Емануель Коуту   | Роберт Янецек Себастьєн Леблан | 6-1 2-6 4-6          |
| 3. | 16 квітня 1995    | Таллахассі, США          | Ґрунт    | Ендрю Річардсон  | Дэвид Блейр Майк Чінчьоло      | 5-7 1-6              |
| 4. | 16 червня 1996    | Загреб, Хорватія         | Ґрунт    | Клінтон Феррейра | Дональд Джонсон Джек Вейте     | 6-3 1-6 0-6          |
| 5. | 7 липня 1996      | Монтобан, Франція        | Ґрунт    | Клінтон Феррейра | Жіль Басті Клод Н'Горан        | 4-6 6-1 6-7          |
| 6. | 24 листопада 1996 | Маврикій, Маврикій       | Трава    | Сандер Грун      | Патрик Баур Йост Виннинк       | 1-0 — отказ          |
| 7. | 21 листопада 2004 | Дніпропетровськ, Україна | Хард     | Габріель Тріфу   | Кароль Бек Ярослав Левінськи   | 7-6(4) 6-7(4) 6-7(2) |

## Історія виступів на турнірах
| Турніри Великого Шолома   |    |               |               |               |    |               |               |               |     |               |               |               |     |               |               |               |    |    |        |       |
| Australian Open           | —  | —             | —             | —             | К  | 1Р            | —             | 4Р            | —   | 2Р            | 3Р            | 1Р            | 4Р  | 2Р            | 2Р            | К             | 1Р | 1Р | 0 / 12 | 10-12 |
| Roland Garros             | —  | —             | —             | —             | —  | 2Р            | —             | 1Р            | 1Р  | 1Р            | 1/4           | —             | 2Р  | 1Р            | 1Р            | К             | —  | 1Р | 0 / 10 | 7-10  |
| Вімблдон                  | —  | —             | К             | —             | К  | 2Р            | 1Р            | 1Р            | 3Р  | 1Р            | 3Р            | —             | 2Р  | 2Р            | 2Р            | 2Р            | —  | 1Р | 0 / 13 | 7-13  |
| US Open                   | —  | —             | К             | —             | 1Р | 1Р            | 1Р            | 1Р            | 4Р  | 2Р            | 1Р            | —             | 4Р  | 1Р            | 1Р            | 2Р            | —  | 1Р | 0 / 13 | 10-13 |
| Олімпійські ігри          |    |               |               |               |    |               |               |               |     |               |               |               |     |               |               |               |    |    |        |       |
| Літня олімпіада           | 1Р | Не проводився | Не проводився | Не проводився | 1Р | Не проводився | Не проводився | Не проводився | 1Р  | Не проводився | Не проводився | Не проводився | 1Р  | Не проводився | Не проводився | Не проводився | —  | НП | 0 / 4  | 0-4   |
| Серія ATP Masters 1000    |    |               |               |               |    |               |               |               |     |               |               |               |     |               |               |               |    |    |        |       |
| Індіан-Веллс              | —  | —             | —             | —             | —  | —             | —             | К             | —   | 1Р            | 2Р            | 1Р            | 2Р  | 3Р            | 1Р            | К             | —  | —  | 0 / 8  | 3-8   |
| Маямі                     | —  | —             | —             | —             | —  | —             | —             | 3Р            | 3Р  | 4Р            | 1/4           | 2Р            | 1/4 | 1Р            | 1Р            | К             | —  | —  | 0 / 9  | 13-9  |
| Монте-Карло               | —  | —             | —             | —             | —  | —             | —             | 2Р            | К   | 2Р            | 3Р            | —             | 3Р  | —             | —             | 1Р            | —  | —  | 0 / 6  | 7-6   |
| Рим                       | —  | —             | —             | —             | —  | —             | —             | —             | 3Р  | 1Р            | 2Р            | —             | 1/4 | 1Р            | —             | —             | —  | —  | 0 / 5  | 6-5   |
| Ессен / Штутгарт / Мадрид | —  | —             | —             | К             | К  | К             | 2Р            | 1/4           | 1/4 | 2Р            | 1Р            | К             | 3Р  | 1Р            | —             | 1Р            | —  | —  | 0 / 12 | 13-14 |
| Монреаль / Торонто        | —  | —             | —             | —             | —  | —             | —             | —             | 2Р  | П             | 2Р            | —             | 1Р  | 2Р            | —             | —             | —  | —  | 1 / 5  | 9-4   |
| Цинциннаті                | —  | —             | —             | —             | —  | —             | —             | 1Р            | 1Р  | 2Р            | 1Р            | —             | 1Р  | 1Р            | —             | К             | —  | —  | 0 / 7  | 2-7   |
| Париж                     | —  | —             | —             | 1Р            | —  | —             | К             | —             | 1Р  | 1Р            | 1Р            | Ф             | 3Р  | 1Р            | —             | —             | —  | —  | 0 / 8  | 7-8   |
| Гамбург                   | —  | —             | —             | —             | —  | —             | —             | —             | 1/2 | 1Р            | 2Р            | —             | 3Р  | 1Р            | —             | К             | —  | —  | 0 / 6  | 7-6   |
| Статистика виступів       |    |               |               |               |    |               |               |               |     |               |               |               |     |               |               |               |    |    |        |       |
| Зіграно турнірів          | 12 | 21            | 15            | 21            | 34 | 31            | 33            | 29            | 31  | 29            | 28            | 15            | 29  | 28            | 24            | 27            | 5  | 8  |        | 420   |
| Проведено фіналів         | 0  | 0             | 0             | 0             | 0  | 0             | 1             | 2             | 1   | 1             | 0             | 1             | 0   | 1             | 1             | 1             | 0  | 0  |        | 9     |
| Виграно турнірів          | 0  | 0             | 0             | 0             | 0  | 0             | 1             | 0             | 1   | 1             | 0             | 0             | 0   | 0             | 0             | 0             | 0  | 0  |        | 3     |

К — поразки у відбірному турнірі.
| Турніри Великого Шолома |    |    |     |    |    |     |     |               |               |               |    |    |       |     |
| Australian Open         | —  | —  | —   | —  | —  | —   | 1Р  | 1/4           | 1Р            | 3Р            | 2Р | 3Р | 0 / 6 | 8-6 |
| Roland Garros           | —  | —  | —   | —  | —  | 2Р  | 2Р  | 1Р            | 1/2           | 3Р            | —  | 2Р | 0 / 6 | 9-6 |
| Вімблдон                | —  | —  | —   | —  | —  | 1Р  | 3Р  | 2Р            | —             | 3Р            | —  | 3Р | 0 / 5 | 7-5 |
| US Open                 | 1Р | —  | —   | —  | —  | 1Р  | 2Р  | 1Р            | —             | 2Р            | —  | 2Р | 0 / 6 | 3-6 |
| Олімпійські ігри        |    |    |     |    |    |     |     |               |               |               |    |    |       |     |
| Літня олімпіада         | 1Р | НП | НП  | 1Р | НП | НП  | 1Р  | Не проводився | Не проводився | Не проводився | —  | НП | 0 / 3 | 0-3 |
| Серія ATP Masters 1000  |    |    |     |    |    |     |     |               |               |               |    |    |       |     |
| Індіан-Веллс            | —  | —  | —   | —  | —  | —   | 1Р  | 1Р            | —             | 2Р            | —  | —  | 0 / 3 | 1-3 |
| Маямі                   | —  | —  | —   | —  | —  | —   | —   | —             | 1Р            | 1/4           | —  | —  | 0 / 2 | 2-2 |
| Монте-Карло             | —  | —  | —   | —  | —  | —   | —   | —             | —             | 1/4           | —  | —  | 0 / 1 | 2-1 |
| Рим                     | —  | —  | —   | —  | —  | —   | —   | —             | —             | 1/4           | —  | —  | 0 / 1 | 1-1 |
| Штутгарт / Мадрид       | —  | К  | 1/4 | 1Р | 1Р | 2Р  | 1/4 | —             | —             | 1/4           | —  | —  | 0 / 7 | 6-7 |
| Монреаль / Торонто      | —  | —  | —   | 1Р | —  | 1Р  | —   | 2Р            | —             | —             | —  | —  | 0 / 3 | 1-3 |
| Цинциннаті              | —  | —  | —   | —  | —  | 2Р  | 2Р  | 2Р            | —             | 1Р            | —  | —  | 0 / 4 | 3-4 |
| Париж                   | —  | —  | —   | —  | —  | 1/4 | 1Р  | —             | —             | —             | —  | —  | 0 / 2 | 2-2 |
| Гамбург                 | —  | —  | —   | —  | —  | 1/4 | 2Р  | 1Р            | —             | 1Р            | —  | —  | 0 / 4 | 2-3 |
| Статистика виступів     |    |    |     |    |    |     |     |               |               |               |    |    |       |     |
| Зіграно турнірів        | 24 | 11 | 18  | 13 | 8  | 18  | 5   | 20            | 17            | 19            | 2  | 2  |       | 147 |
| Проведено фіналів       | 0  | 1  | 1   | 0  | 0  | 0   | 0   | 3             | 3             | 2             | 0  | 1  |       | 11  |
| Виграно турнірів        | 0  | 1  | 0   | 0  | 0  | 0   | 0   | 1             | 3             | 1             | 0  | 0  |       | 6   |